# Departament de Francisco Morazán
El departament de Francisco Morazán és un dels 18 departaments en què es divideix Hondures. El departament limita al nord amb el departament de Comayagua, Yoro i Olancho; al sud amb els departaments de Valle i Choluteca; a l'est amb Olancho i El Paraíso, i a l'oest amb els departaments de Comayagua i La Paz.

## Història
El departament es va fundar per decret de la primera Assemblea Constituent de l'Estat, expedida el 28 de juny de 1825 durant l'administració de Dionisio de Herrera.
En 1869, el departament va ser reduït quan el municipi de Texiguat va ser annexat al departament d'El Paraíso. En 1943 Tegucigalpa va passar a anomenar-se Francisco Morazán commemorant el centenari de la mort del Paladí de la Unió Centroamericana sent cap d'Estat el dictador Tiburcio Carias Andino.

## Municipis
1. Alubarén
2. Cedros
3. Curarén
4. Tegucigalpa
5. El Porvenir
6. Guaimaca
7. La Libertad
8. La Venta
9. Lepaterique
10. Maraita
11. Marale
12. Nueva Armenia
13. Ojojona
14. Orica (Francisco Morazan)
15. Reitoca
16. Sabanagrande
17. San Antonio de Oriente
18. San Buenaventura
19. San Ignacio
20. San Juan de Flores
21. San Miguelito
22. Santa Ana
23. Santa Lucía
24. Talanga
25. Tatumbla
26. Valle de Ángeles
27. Vallecillo
28. Villa de San Francisco